# Естебан Суарес
Естебан Андрес Суарес (ісп. Esteban Andrés Suárez, нар. 27 червня 1975, Авілес), відомий як просто Естебан — іспанський футболіст, що грав на позиції воротаря.
Попри скромні антропометричні дані мав успішну голкіперську кар'єру, у тому числі у низці команд Ла-Ліги, взявши протягом 13 сезонів участь загалом у 280 іграх найвищого іспанського футбольного дивізіону.

## Ігрова кар'єра
У дорослому футболі дебютував 1994 року виступами за команду «Реал Авілес» з рідного міста, в якій провів два сезони. 
1996 року перейшов до клубу «Реал Ов'єдо». Спочатку грав за його другу команду, а сезон 1997/98 розпочав вже як основний воротар головної команди клубу на рівні Ла-Ліги. Відіграв за команду з Ов'єдо наступні п'ять сезонів своєї ігрової кар'єри, з них чотири в елітному дивізіоні, пропустивши за цей час лишень 12 ігор чемпіонату.
Влітку 2002 року приєднався до мадридського «Атлетіко», що посилював свій склад перед поверненням до Ла-Ліги після дворічної відсутності. Передбачалося, зо Естебан стане дублером досвідченішого Хермана Бургоса, утім по ходу сезону новачок виборов місце у стартовому складі «Атлетіко».
Попри це у серпні 2003 року воротар знову змінив команду, приєднавшись до «Севільї», у складі якої протягом наступних двох років також був основним голкіпером на рівні найвищого дивізіону.
2005 року перейшов до іншої вищолігової команди, «Сельта Віго», де програв конкуренцію Хосе Мануелю Пінто і протягом двох років був його дублером. Основним воротарем «Сельти» став лише по ходу сезону 2007/08, який вона проводила вже у Сегунді.
В сезоні 2008/09 повернувся до виступів на рівні Ла-Ліги, приєднавшись до представника найвищого дивізіону «Альмерії», хоча й став у команді лише дублером бразильця Дієго Алвеса. Залишався резервним голкіпером протягом трьох сезонів. 2011 року «Альмерія» не зберегла місце в Ла-Лізі, Алвес її залишив, і Естебан отримав його місце у стартовому складі. Був основним воротарем упродовж наступних двох років і допоміг команді повернутися до еліти іспанського футболу за результатами сезону 2012/13. Наступного сезону продовжив захищати її кольори вже знову у Ла-Лізі.
Влітку 2014 року повернувся до рідного «Реал Ов'єдо», де провів заключні три сезони своєї ігрової кар'єри. У першому з них допоміг команді виграти змагання в Сегунді Б і підвищитися до другого дивізіону.

## Виступи за збірну
1998 року залучався до лав молодіжної збірної Іспанії, взявши участь в одній грі у її складі. Став переможцем тогорічного молодіжного чемпіонату Європи, однак по ходу турніру був дублером основного воротаря «молодіжки» Франсеска Арнау.

## Титули і досягнення
- Чемпіон Європи (U-21) (1):

Іспанія U-21: 1998